# Acronicta meridionalis
Acronicta meridionalis là một loài bướm đêm trong họ Noctuidae.